# Gejza Porubszky
Gejza Porubszky, též Géza Viktor Porubszky (12. března 1887 Domaša – 6. srpna 1971 Várpalota), byl československý římskokatolický duchovní a politik a meziválečný poslanec Národního shromáždění za maďarskou Zemskou křesťansko-socialistickou stranu.

## Biografie
Vystudoval teologii na škole Pázmáneum. 14. července 1910 byl vysvěcen na kněze. Působil v obci Nagyoroszi a Šahy. Od roku 1914 v Levicích, od roku 1918 v Belváros.
Profesí byl farářem. Dle údajů k roku 1935 bydlel v obcí Kamenín (tehdy Kamendín) na jižním Slovensku.
Po parlamentních volbách v roce 1935 se stal poslancem Národního shromáždění. Poslanecké křeslo ztratil na podzim 1938 v souvislosti se změnami hranic Československa.
7. října 1938 se podílel na schůzi maďarských politiků v Bratislavě, kde byl deklarován zájem československých Maďarů na odtržení od ČSR. V roce 1945 byl po válce vysídlen z Československa a usadil se v Héderváru v Maďarsku.